# أليسون لين
أليسون لين (بالإنجليزية: Allison Lynn)‏ (1971)؛ كاتِبة وروائية أمريكية.